# حسن‌آباد تل کمین
حسن‌آباد تَل کمین لاتین(Hasanabad-e Tall Kamin) در حدود پنج کیلومتری نقش رستم و حدود نه کیلومتری تخت جمشید واقع شده‌است و به‌دلیل وجود دو تپه باستانی در کنار آن به حسن آباد تل کمین معروف شده‌است. دو تپه باستانی کنار روستا در واقع روستایی بوده به نام کمین که طی سالیان دراز خالی از سکنه و سپس ویران شده‌است که در زمان حال از ان روستا تنها دو تپه یا تل مانده‌است که به نام تل کمین معروف شده‌است، از این رو نام روستا طی سالیان به حسن اباد تل کمین تغییر یافت و امروزه در اکثر منابع و مدارک به این نام شناخته می‌شود.

## تاریخچه

### حسن آباد
اکثر اهالی این روستا لر هستند و نام خانوادگی بیشتر افراد آن را بهمئی تشکیل می‌دهد که از منطقه بهمئی در استان کهگیلویه و بویراحمد به این منطقه مهاجرت کرده‌اند.
حسن اباد اولیه در واقع در دو کیلومتری شمال روستای کنونی و در دامنه کوه واقع شده بود که به‌دلیل جاری شدن سیل در دامنه کوه و ویرانی همه خانه‌های روستا مردم برای اینکه دوباره به این وضع گرفتار نشوند خانه هایشان را پایین‌تر از محل قبلی روستا بنا کردند که سال‌ها با نام حسن اباد لر بهمئی شناخته می‌شد.

### تل کمین
تل کمین مرودشت فارس دارای دوره‌های فرهنگی و استقراری از دوره روستانشینی قدیم در هزاره ششم پیش از میلاد تا دوره میانه و پایانی اسلامی است.
نتیجه مطالعات فصل نخست در این محوطه نشان می‌دهد، از آغاز هزاره ششم پیش از میلاد تا آغاز هزاره اول و دوره هخامنشی پیوسته در این محوطه کلیدی استقرار فرهنگی و سکونتی وجود داشته است. به عبارت دیگر تنها در بازه زمانی پس از دوره هخامنشی تا سده‌های نخستین اسلامی در این محوطه هیچگونه شواهدی از استقرار فرهنگی دیده نشده‌است.
تُل کمین محوطه‌ای مهم بر کناره رودخانه کر با گستره 10 هکتار است.